# 6-й гусарський полк (Австро-Угорщина)
6-ий гусарський полк — полк цісарсько-королівської кавалерії Австро-Угорщини.
Повна назва: K.u.k. Husaren Regiment Wilhelm II. König von Württemberg Nr. 6
Дата утворення — 1734 рік.
Почесний шеф — Вільгельм ІІ.

## Склад полку
Набір рекрутів
Національний склад полку (липень 1914) — 90 % угорців та 10 % інших.
Мови полку (липень 1914) — угорська.

## Інформація про дислокацію

### Перша світова
- 1914 рік — штаб і 6-й ескадрон — у місті Клагенфурт; 2-й, 3-й, 4-й ескадрони — Віллах; 1-й ескадрон — Вольфсберг; 5-й ескадрон — у Санкт-Файт-ан-дер-Ґлан. Тобто, полк базувався в населених пунктах Каринтії.[4] .
.
- 1914 — входить до складу VI корпусу, 2 кавалерійська дивізія, 16 Бригада кавалерії

## Командири полку
- 1859: Моріс Сімоній де Сімони ет Варшани[5]
- 1865: Моріс Сімоній де Сімони ет Варшани[6]
- 1879: Альфонс фон Кодоліч[7]
- 1908: Атілла Маріяш де Марку ет Батізфалва[8]
- 1914: Алоїс Діхтль[9]